# 裘松良
裘松良（1957年9月—），浙江富阳人。应用数学博士、教授。曾任浙江理工大学校长、浙江省应用数学研究会理事长和浙江大学理学院兼职教授。

## 简介
1984年毕业于杭州师范学院数学系。1989年取得湖南大学应用数学理学博士学位。1989年6月任教于杭州电子工业学院，后来任副校长。2004年11月至2016年6月担任浙江理工大学校长。
他曾担任教育部评估专家组组长。
研究领域：拟共形映照及其应用、Ramanujan理论与特殊函数。1996年以来在《中国科学》上发表了2篇论文，有16篇论文被SCI、EI所收录，并被广泛引用。1997年和1999年两度获得浙江省教委科技进步一等奖；并获得1999年浙江省自然科学优秀论文一等奖。